# Tim Hodgkinson
Tim Hodgkinson (* 1. května 1949 Salisbury, Wiltshire, Anglie) je britský hudebník a hudební skladatel.
Studoval na Univerzitě v Cambridge. V letech 1968–1978 byl členem skupiny Henry Cow a spolu s Fredem Frithem byl jediným stálým členem této skupiny. V roce 1980 spoluzaložil skupinu The Work ve které hrál do roku 1982 a znovu v letech 1989–1994. Od roku 1996 je členem skupiny K-Space.
Spolupracoval také s Mikem Oldfieldem na několika vystoupeních v BBC. Některé záznamy později vyšly na video albu Elements – The Best of Mike Oldfield.

## Sólová diskografie
- Splutter (1985)
- Each in Our Own Thoughts (1994)
- Pragma (1998)
- Sang (2000)
- Sketch of Now (2006)
- Klarnt (2010)